# Prusjasz II
Prusjasz II (gr. Προυσιας, Prousias, ur. ok. 225, zm. 149 p.n.e.) – król Bitynii od ok. 182 p.n.e. do swej śmierci. Syn króla Bitynii Prusjasza I i Apamy, córki Demetriusza II, króla Macedonii. Nosił przydomek "Myśliwy" (gr. Κυνέγος, Kynégos).

## Sojusz z Eumenesem II
W latach 181–179 p.n.e. Prusjasz wraz z królem Kapadocji Ariaratesem IV Eusebesem był sojusznikiem Eumenesa II Filadelfa, króla Pergamonu, w jego wojnie z królem Pontu Farnakesem I. Pod koniec wojny oni zaatakowali go, by ją rozstrzygnąć przed przybyciem poselstwa rzymskiego. Farnakes I postanowił zgodzić się na wszelkie propozycje pokojowe. Doszło między królami do zawarcia pokoju po wieczne czasy. Farnakes miał się usunąć z Paflagonii i odstawić uprowadzonych mieszkańców, zwrócić zabrane tereny Ariaratesowi oraz Tios Eumenesowi. Ten później odstąpił to miasto Prusjaszowi na jego prośby, by sobie zaskarbić u niego wdzięczność (Polibiusz, Dzieje, ks. XXV rozdz. 2).

## Skargi do Rzymu
Pod koniec lat 60. wysłał poselstwo z Pytonem na czele do Rzymu, by oskarżyć Eumenesa II o zagarnięcie pewnych terenów, zakłócanie spokoju Galatów oraz niestosowanie się do decyzji senatu. Królowi Bitynii, dzięki wsparciu Galatów i niektórych ludów Azji, udało się zasiać u Rzymian podejrzenia do związków Eumenesa z ich wrogiem Antiochem IV Epifanesem Nikeforosem, królem państwa Seleucydów (XXXI 6, 9). Na początku lat 50. ponownie wysłał posłów razem z Galatami ze skargą na króla Pergamonu (XXXII 3, 5).

## Wojna z Attalosem II
Między nim a Attalosem II Filadelfem, nowym królem Pergamonu, doszło do wojny na skutek sporów terytorialnych prawdopodobnie w 156 p.n.e. Prusjasz po pokonaniu wroga w bitwie przystąpił pod Pergamon oraz udał się do świątyni Asklepiosa, by złożyć ofiary. Po otrzymaniu tam dobrej wróżby wrócił od obozu. W następnym dniu pod Nikeforion zaczął pustoszyć świątynie i święte miejsca oraz grabić je z posągów i rzeźb. Zabrał także posąg Asklepiosa autorstwa Fyromachosa, któremu poprzedniego dnia składał ofiary i modlił się. Z armią poszedł pod Elaję, a po nieudanym szturmie na miasto odszedł pod Tyatejry. Wracając stąd do domu złupił po drodze świątynię Artemidy w Hiera Kome oraz ograbił i zniszczył świątynię Apollina Kynnejskiego koło Temnos. Attalos po klęsce wysłał posłów do Rzymu, by powiedzieli co zaszło. Rzymianie jednak nie wierząc w wiadomości o Prusjaszu, wysłali po pewnym czasie posłów celem zbadania sprawy (XXXII 27-28).
Senat po wysłuchaniu posłów, przybyłych za Azji, postanowił wysłać nowych posłów z poleceniem powstrzymania króla Bitynii od wojny z Attalosem II. Ci posłowie po powrocie z Pergamonu poinformowali, że Prusjasz lekceważy ich nakazy, był wiarołomny oraz zamknął ich z Attalosem w Pergamonie. Senat będąc oburzony wysłał dziesięciu posłów celem przerwania wojny oraz zmuszenia Prusjasza do zadośćuczynienia na rzecz króla Pergamonu. Przybyli oni do Attalosa II, w czasie jego przygotowań do wojny z Bitynią. Po spotkaniu koło Kadów, wyruszyli do Prusjasza przedstawiając mu polecenia senatu. Ten część poleceń senatu przyjmował, przeważnie jednak nie przyjmował. Rzymianie będąc obrażeni wypowiedzieli mu przyjaźń i przymierze oraz wyruszyli do Pergamonu. Prusjasz żałując swej decyzji, chodził za nimi prosząc o przebaczenie. Rzymianie nie dali się przekonać. Po przybyciu do Attalosa, kazali mu obsadzić kraj wojskami. Potem część posłów wyruszyła do Rzymu, inni do Jonii, Hellespontu i do okolic Bizancjum, celem odwiezienia od przyjaźni i przymierza z Prusjaszem oraz uzyskania pomocy wojskowej. (XXXIII 1, 9, 12).
W 154 p.n.e. przypłynął Atenajos, brat Attalosa II, z osiemdziesięcioma okrętami (dwadzieścia siedem należało do Pergamonu, reszta do sprzymierzeńców) do Hellespontu. Przybijał do brzegów miast należących do Bitynii, by je pustoszyć. Senat po wysłuchaniu posłów wysłał trzech nowych celem przerwania wojny. Doprowadzili oni do porozumienia między zwaśnionymi stronami. Prusjasz miał wydać dwadzieścia okrętów Attalosowi oraz wypłacić pięćset talentów w ciągu dwudziestu lat. Granice terytorialne miały zostać przywrócone do pierwotnej sytuacji. Król Bitynii miał także naprawić zniszczenia ziem Metymny na Lesbos, Aigai i Kyme w Eolii oraz Herakleję nad Morzem Czarnym (XXXIII 13).

## Konflikt z synem
Prusjasz, w przeciwieństwie do syna Nikomedesa, nie cieszył się popularnością u swych poddanych. Wzbudziło to u niego obawy i podejrzenia, więc wysłał syna do Rzymu, by ograniczyć jego wpływy. Ten tutaj także zyskał sympatię. W r. 150 p.n.e. ojciec, dowiadując się o tym, kazał mu zabiegać razem z posłem Menasem w senacie rzymskim o darowanie mu pieniędzy, winnych jeszcze Attalosowi II Filadelfowi, królowi Pergamonu. Prusjasz dał Menasowi wytyczne przed jego wyjazdem, by oszczędził Nikomedesa w razie zgody Rzymian, a w razie jej braku zabił go. Dodał mu w tym celu kilka okrętów oraz 2 tys. żołnierzy. Rzymianie jednak nie zgodzili się na cofnięcie odszkodowania dla króla Pergamonu. Menas z powodu szlachetnych cech młodzieńca był w kłopocie, bowiem miał go zabić. Zwlekając z wykonaniem zadania, Nikomedes podszedł do niego i zaczął z nim rozmowę. Doszło między nimi do porozumienia. Dołączył się do nich także poseł pergamoński Andronikos. Postanowili oni podjąć akcję przeciw Prusjaszowi z pomocą Attalosa II oraz osadzić na tronie bityńskim Nikomedesa. Ten wyruszył do Attalosa w towarzystwie Adronikosa z 500 osobowym wojskiem oraz Menasa z 2 tys. żołnierzy bityńskich, których ten bez kłopotu przekonał do przejścia na ich stronę. Attalos II po miłym przyjęciu Nikomedesa zażądał od króla Bitynii części ziem dla syna. Prusjasz po odmowie wysłał posłów ze skargą do Rzymu. Attalos II i Nikomedes nie zwlekając ruszyli na Bitynię, której większość ludności przechodziła na ich stronę. Prusjasz otrzymał od szwagra Traka Diegylisa 500 Traków, którzy zostali jego stażą przyboczną. Schronił się z nimi w zamku w Nicei. Rzymianie nie spieszyli się z udzieleniem pomocy, bowiem pretor, zwolennik Attalosa, utrudniał zadanie jego posłom. W końcu Rzym wysłał trzyosobowe poselstwo, które było słabe, celem przerwania wojny. Prusjasz wątpiąc w pomoc rzymską udał się do Nikomedii, by miasto umocnić i bronić się tu przed wrogami. Mieszkańcy jednak zdradzili go i otworzyli bramy Nikomedesowi. Prusjasz uciekł do świątyni Zeusa, w której został zabity przez żołnierzy wysłanych w tym celu na rozkaz syna. Nikomedes II Epifanes w ten sposób został nowym królem Bitynii (Appian, Historia rzymska, ks. XII. Wojny z Mitrydatesem, rozdz. 4-7).
Prusjasz II miał z żoną i królową nieznanego imienia, zapewne Apamą?, córką króla Macedonii Filipa V i Polikrateji z Argos, dwóch synów:
- Nikomedes II Epifanes, przyszły król Bitynii
- Prusjasz Monodous